# کریستوفر گدزدن
کریستوفر گدزدن (به انگلیسی: Christopher Gadsden) (زادهٔ ۱۶ فوریه ۱۷۲۴ – درگذشتهٔ ۲۸ اوت ۱۸۰۵)، سیاستمدار آمریکایی و رهبر اصلی جنبش میهن پرستان کارولینای جنوبی در طی انقلاب آمریکا بود. وی نماینده کنگره قاره‌ای، سرتیپ ارتش قاره‌ای در زمان جنگ انقلابی آمریکا، فرماندار نظامی کارولینای جنوبی، تاجر و همچنین طراح پرچم گدزدن بود. همچنین او یکی از امضاءکنندگان اتحادیه قاره‌ای و یکی از بنیان‌گذاران ایالات متحده آمریکا می‌باشد.

## اویل زندگی
گدزدن در ۱۷۲۴ در چارلستون، کارولینای جنوبی به‌دنیا آمد. او پسر توماس گدزدن بود که قبل از تبدیل شدن گمرک به بندر چارلستون، در نیروی دریایی سلطنتی مشغول به کار بود. او به مدرسه‌ای نزدیک بریستول، در انگلستان فرستاده شد. او در ۱۷۴۰ به آمریکا بازگشت و به عنوان کارآموز در یک شمارش خانه (دفتر مالی یک تجارت یا بانک) در فیلادلفیا، پنسیلوانیا شروع به کار کرد. او از والدینش که در ۱۷۴۱ فوت کردند، ثروت زیادی را به ارث برد. او در طول جنگ پادشاه جورج، از ۱۷۴۵ تا ۱۷۴۶ در یک کشتی جنگی بریتانیایی به عنوان صندوق‌دار، کار کرد سپس وارد کار بازرگانی شد و تا ۱۷۴۷ پول کافی به‌دست‌آورد تا به کارولینای جنوبی برگردد و زمینی را که پدرش به دلیل نیاز مالی برای پرداخت بدهی‌هایش، فروخته بود، بازخرید کند. او به‌طور تقریبی در ۱۷۵۰، خانه‌مزرعه بنونتون را ساخت. هرچند در آن مزرعه، او نسبت به برده-داری، رفتار و نظر دوگانه‌ای نشان می‌داد، اما همان‌طور که در میان صاحبان مزارع در کارولینای جنوبی رایج بود، بردگان را برای استفاده در دارایی خود، معامله و نگهداری می‌کرد.

### جنگ هفت ساله
گدزدن به عنوان یک تاجر و میهن‌پرست در چارلستون به شهرت رسید. کار تجارت او رونق گرفت و اسکله‌ای را در چارلستون ساخت که نام او را یدک می‌کشد. مجمع، در ۱۷۶۶، برای اعتراض به قانون تمبر، او را به عنوان یکی از نمایندگان خود در کنگره قانون تمبر در شهر نیویورک انتخاب کرد. او با قطعیت تمام از اعلامیه حقوق و نارضایتی‌های تهیه شده توسط کنگره، حمایت کرد. گدزدن در نهایت به عنوان «سام آدامز جنوب» شناخته شد.

## سال‌های انقلاب
گدزدن در بازگشت از نیویورک، یکی از بنیان‌گذاران و رهبران پسران آزادی‌خواه چارلستون شد. او به درجه سرهنگ دومی در میان شبه نظامیان رسید ودر سال بعد به عنوان نماینده، برای اولین کنگره قاره‌ای در ۱۷۷۴ و دومین کنگره قاره‌ای انتخاب شد. او در اوایل ۱۷۷۶ کنگره را ترک کرد تا فرماندهی هنگ اول ارتش قاره‌ای کارولینای جنوبی را بر عهده بگیرد و در کنگره استانی کارولینای جنوبی خدمت کند.
در فوریه ۱۷۷۶، جان راتلج، رئیس‌جمهور کارولینای جنوبی، او را به عنوان سرتیپ، مسئول نیروهای نظامی استان منصوب کرد. در حالی که بریتانیایی‌ها برای حمله به چارلستون آماده می‌شدند، سرلشکر چارلز لی دستور ترک کردن مواضع دورافتاده را داد اما راتلج و افسران محلی مخالفت کردند. مصالحه برقرار شد و همان‌طور که ویلیام مولتری با هزینه پرداخت شده توسط گدزدن، استحکامات را در جزیره سالیوان آماده می‌کرد، هنگ او پلی که در صورت تهدید موقعیت، به آن‌ها اجازه فرار می‌داد را ساخت. حمله بریتانیا دفع شد.
در ۱۷۷۸، گدزدن یکی از اعضای کنوانسیون کارولینای جنوبی بود که پیش‌نویس قانون اساسی استانی جدید را تهیه کرد. در همان سال، او به عنوان نایب فرماندار منصوب شد تا جایگزین هنری لورنز که در کنگره قاره‌ای بود، شود. او تا ۱۷۸۰ در آن دفتر خدمت کرد. درحقیقت، دفتر او برای یک سال و نیم اول، «معاون رئیس کارولینای جنوبی» نامیده می‌شد، اما زمانی که قانون اساسی جدید به تصویب رسید، عنوان آن برای استفاده کنونی، تغییر یافت.
هنگامی که بریتانیا در ۱۷۸۰، چارلستون را محاصره کرد، جان راتلج، به عنوان رئیس شورا، به کارولینای شمالی فرار کرد تا در صورت سقوط شهر، ایجاد «دولت در تبعید» را تضمین کند. گدزدن همراه با فرماندار رالینز لوندز، باقی ماند. ژنرال بنجامین لینکلن، پادگان ارتش قاره‌ای را در ۱۲ مه، به ژنرال هنری کلینتون تسلیم کرد. در همان زمان، گدزدن که دولت مدنی را نمایندگی می‌کرد، شهر را تسلیم کرد. وی به صورت آزادی مشروط، به خانه‌اش در چارلستون فرستاده شد.

### اسیر جنگ
پس از بازگشت کلینتون به نیویورک، ژنرال چارلز کورنوالیس، فرمانده جدید بریتانیا در جنوب، قوانین را تغییر داد. در ۲۷ اوت ۱۷۸۰، او حدود بیست نفر از افسران مدنی را که در آزادی مشروط بودند، دستگیر کرد و آن‌ها را به عنوان زندانی با یک کشتی به سنت آگوستین، فلوریدا برد. وقتی آن‌ها به فلوریدا رسیدند، فرماندار پاتریک تونین، پیشنهاد آزادی شهر را در ازای دادن آزادی مشروط، داد. اکثر آن‌ها پذیرفتند، اما گدزدن با این ادعا که بریتانیایی‌ها پیش از آن یک بار آزادی مشروط را نقض کرده‌اند و او نمی‌تواند به حرف یک سیستم دروغین اعتماد کند، امتناع کرد. در نتیجه، او ۴۲ هفتهٔ بعد از آن را در حبس انفرادی در یک اتاق زندان در قلعه قدیمی اسپانیایی کاستیلو د سن مارکوس، گذراند. آن‌ها پس از آزادی در ۱۷۸۱، با یک کشتی تجاری به فیلادلفیا فرستاده شدند. هنگامی که در آنجا بودند، گدزدن از شکست باناستره تارلتون، زیردست کورنوالیس در کاپنز و حرکت بعدی کورنوالیس به یورک تاون، مطلع شد پس برای کمک به احیای دولت مدنی کارولینای جنوبی، به سرعت به خانه بازگشت.

## اواخر زندگی

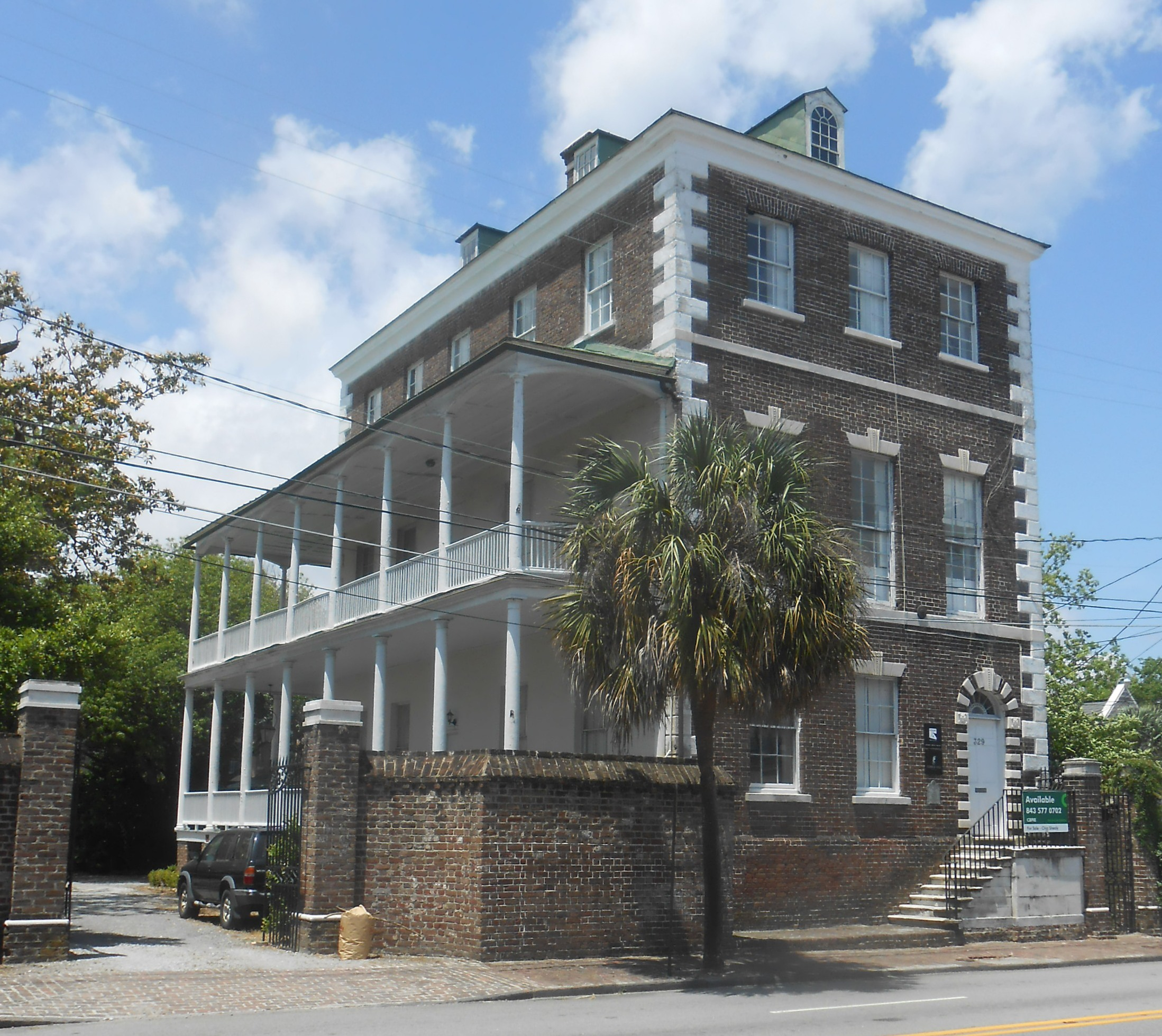
خیابان ایست بی 329، چارلستون، کارولینای جنوبی

گدزدن به مجلس نمایندگان کارولینای جنوبی بازگردانده شد و سپس در جکسونبورو جلسه برگزار کردند. در این جلسه، فرماندار راندولف و رئیس‌جمهور؛ راتلج، هر دو دفترکار خود را تحویل دادند. گدزدن به عنوان فرماندار انتخاب شد، اما احساس کرد که باید آن را رد کند. سلامتی او همچنان تحت تأثیر حبسش بود و از آنجاییکه بریتانیا هنوز چارلستون را رها نکرده بود، به یک فرماندار فعال نیاز بود؛ بنابراین در ۱۷۸۲، جان متیوز به عنوان فرماندار جدید انتخاب شد. گدزدن همچنین یکی از اعضای کنوانسیون استانی بود و به تصویب قانون اساسی ایالات متحده در ۱۷۸۸ رأی داد.
در ۱۷۹۸، او خانه باشکوهی را در خیابان ۳۲۹ بای شرقی در منطقهٔ انسونبروگ در چارلستون ساخت که بیش از یک قرن در خانواده باقی ماند. فیلیپ سیمونز، آهنگر معروف، دروازه‌هایی که نقش مار را در آن گنجانده بود، ساخت که از پرچم «روی من پا نگذار»، طراحی شده توسط گدزدن، برداشته شده بود.
گدزدن سه بار ازدواج کرد و از همسر دومش، چهار فرزند داشت. منطقهٔ خریداری شده گدزدن در آریزونا، به نام نوه او جیمز گدزدن نام‌گذاری شده‌است. نوهٔ دیگرش، کریستوفر ای گدزدن، چهارمین اسقف کلیسای اسقفی کارولینای جنوبی بود.
گدزدن بر اثر سقوط غیرمترقبه در ۲۸ اوت ۱۸۰۵ در چارلستون از دنیا رفت و در حیاط کلیسای سنت فیلیپ، دفن شد.